# Aeroportul Nuuk
Aeroportul Nuuk este un aeroport regional aflat în Nuuk, capitala Groenlandei, un teritoriu autonom al Regatului Danemarcei. Este situat la 2 km nord-est față de centrul orașului. Aeroportul este folosit pentru circularea diferitelor avioane, mari sau mici.